# 2013 au Manitoba
Chronologie du Manitoba
- 2009
- 2010
- 2011
- 2012
- 2013
- 2014
- 2015
- 2016
- 2017

Cette page concerne des événements d'actualité qui se sont produits durant l'année 2013 au Manitoba, une province canadienne.

## Politique
- Premier ministre : Greg Selinger
- Chef de l'Opposition :
- Lieutenant-gouverneur : Philip Lee
- Législature :

## Événements
- 20 au 23 décembre : verglas massif de décembre 2013 dans le nord-est de l'Amérique du Nord.

## Décès
- 27 mars : Yvonne Brill, née Yvonne Madelaine Claeys le 30 décembre 1924 à Winnipeg dans la province du Manitoba, était une scientifique canadienne.

- 17 mai : Elijah Harper (né le 3 mars 1949) est un politicien autochtone cri et un chef de tribu[1].